# Palau de Chaillot
El Palau de Chaillot està situat al XVI districte de París, en la plaça del Trocadéro, damunt del pujol de Chaillot. Es va construir per a l'Exposició Universal de 1937 pels arquitectes Léon Azéma, Jacques Carlu i Louis-Hippolyte Boileau, al lloc de la plaça de l'antic Palau del Trocadéro.

## Història

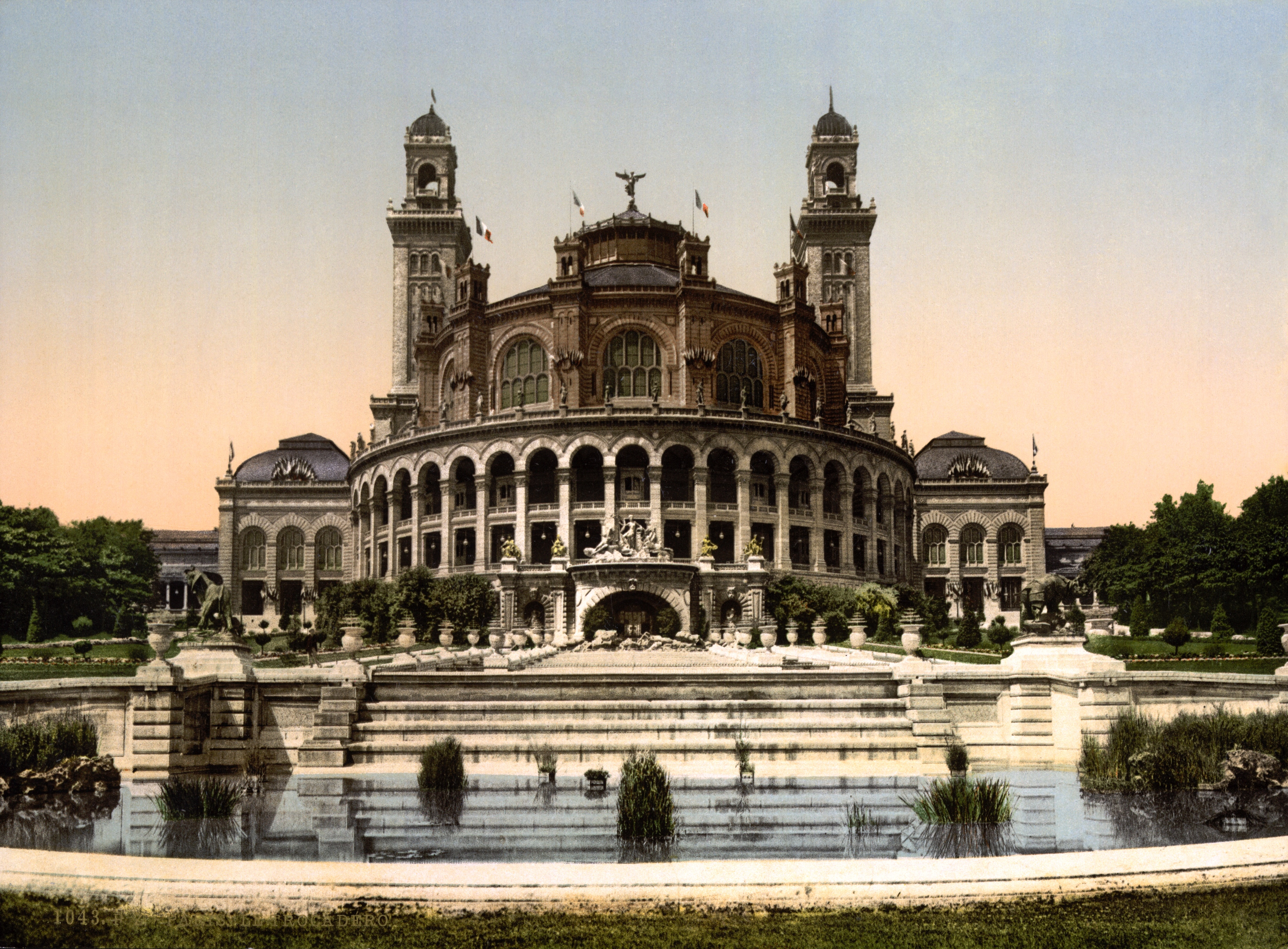
L'antic Palau del Trocadéro de Chaillot (Exposició universal de 1900)

El turó de Chaillot protegia d'ençà 1651 el convent de la Visitació, destruït després de la Revolució.
L'esplanada buida al cor de París que resultà d'aquesta destrucció va suscitar nombrosos projectes: Napoleó hi desitjava una ciutat imperial en honor del seu fill, el rei de Roma; l'escultor Antoine Etex desitjava per la seva part una monumental font i un far. Però res de tot allò no va ser realitzat. Davant l'èxit popular de l'expedició espanyola de 1823 i la seva victòria a la batalla del Fort del Trocadero pel  duc d'Angoulême,  Lluís XVIII va tenir la idea de construir un monument en homenatge a aquell fet d'armes. La «vil·la Trocadéro» era un palau d'estil  moresc, flanquejat per dos  minarets de 70m d'alçada.
Es va construir aleshores l'antic Palau del Trocadéro per Gabriel Davioud i Jules Bourdais per a l'Exposició Universal de París (1878), amb jardins de l'enginyer Alphand. Més tard, en el moment de l'Exposició Universal de 1937, l'edifici va ser destruït i reemplaçat pel Palau de Chaillot, que en va guardar una part de l'estructura i la configuració de dues ales en semicercle.

## Arquitectura
El palau de Chaillot és doncs format per dos pavellons i dues ales curvilínies delimitant un buit central (l'esplanada dels drets humans) baixant cap al Sena. Entre les dues ales «de Passy» i « de París», el jardins del Trocadéro dominen la vista sobre la torre Eiffel i el  Camp de Mart.
El conjunt de l'edifici es caracteritza per l'abundància d'estàtues deguda, entre d'altres, als artistes Paul Belmondo, Léon-Ernest Drivier i Marcel Gimond. Els dos pavellons són superats per grups monumentals esculpits per Raymond Delamarre i Carlo Sarrabezolles. Al davant, se situen el jardí del Trocadéro, guarnit d'escultures i d'una vegetació organitzada al si d'un parc a l'anglesa que emmarca basses en cascada, la font de Varsòvia, transformada el 1937 i que s'escola per vint brolladors d'aigua superposats sobre vuit replans successius. Félix Févola ha realitzat el mirall d'aigua i els fonts. Tot ha estat condicionat per l'arquitecte Roger-Henri Expert.

## Contingut dels edificis
Al Palau de Chaillot hi ha diversos museus com el Musée de l'Homme, de la Marina, el Théâtre national de Chaillot, així com la Cité de l'architecture et du patrimoine (Musée des monuments français, École de Chaillot i Institut français d'architecture -  IFA). La reestructuració de l'ala de París s'ha acompanyat del trasllat definitiu de la Cinémathèque française a Bercy.

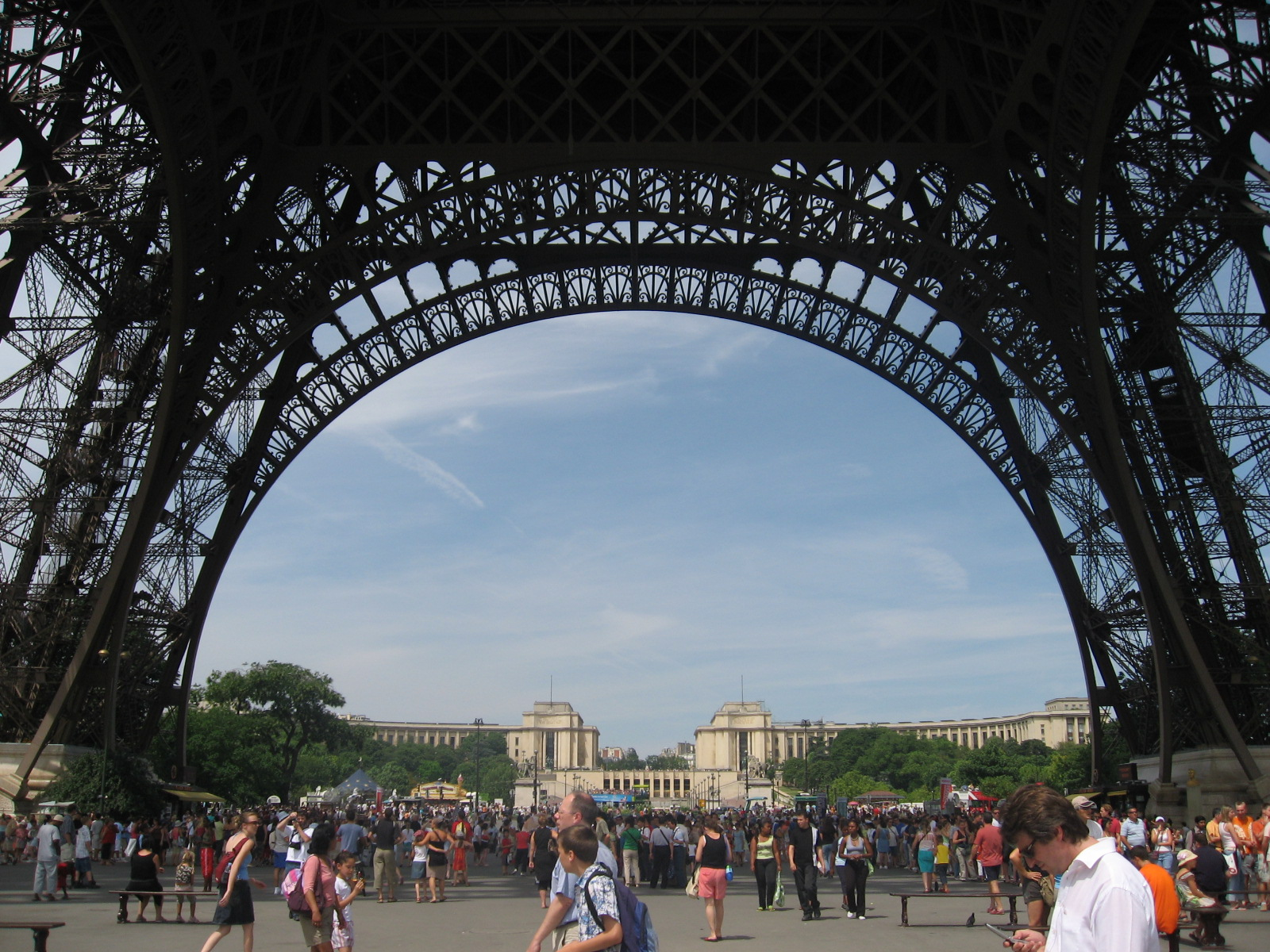
El palau de Chaillot vist de la torre Eiffel

És en aquest palau que l'Assemblea General de l'ONU va adoptar la Declaració Universal dels Drets Humans el 10 de desembre de 1948. Les inscripcions sobre el frontó del Palau són obra del poeta Paul Valéry:
- Costat museu de l'Home:

«Depèn del que passa

Que sigui tomba o tresor

Que parli o calli

Això no t'aprecia més que a tu

Amic no entre pas sense desig»
- Costat museu dels monuments francesos:

«Tot home crea sense saber-ho

com respira

Però l'artista se sent crear

El seu acte compromet tot el seu ésser

la seva pena el fortifica »

## L'orgue Cavaillé-Coll/Gonzalez
El palau de Chaillot protegeix un orgue prestigiós, l'antic orgue del palau Trocadéro, esdevingut avui el de l'Auditorium Maurice-Ravel de Lió.